# Artemó de Magnèsia
Artemó de Magnèsia (en llatí Artemon, en grec antic Ἀρτέμων) fou un escriptor grec del que només se'n coneix una obra sobre les virtuts de les dones (περὶ τῶν κατ̓ ἀρετὴν γυναιξὶ πεπραγματευμένων διηγημάτων) de la que Sòpater de Pafos en va fer un extracte, segons diu Foci. Tant l'original com l'extracte de Sòpater s'han perdut.